# Tarik Hodžić
Cet article possède un paronyme, voir Hodžići.
Tarik Hodžić (né le 1er décembre 1951 à Sarajevo en RS de Bosnie-Herzégovine) est un footballeur yougoslave d'origine bosnienne, qui évoluait en tant qu'attaquant.

## Biographie
En 1970, il signe son premier contrat professionnel avec le club Famos Hrasnica, avec qui il joue durant trois saisons. Après avoir fini meilleur buteur du championnat yougoslave de D2 avec 28 buts inscrits, il retourne au FK Željezničar avec qui il joue 2 saisons.
Après cette période, il signe pour l'Olimpija Ljubljana pour quelque temps. Il joue ensuite dans le club belge du RFC de Liège où il devient le meilleur buteur du club. 
Ses performances lui valent d'être transféré en Turquie. Il signe tout d'abord un contrat avec le Galatasaray et devient meilleur buteur du championnat de Turquie lors de la saison 1983-1984 avec 16 buts. Après quatre ans passés au club, il part jouer pour le Sarıyer GK lors de la saison 1984-1985 et prend sa retraite en 1987.
Il vit actuellement à Sarajevo et est le propriétaire d'un restaurant populaire. Il est également l'entraîneur remplaçant du FK Željezničar pour quelques matchs en 1997.